# Erika Belle
Erika Belle (ur. 20 stycznia 1956) – holenderska szachistka, mistrzyni międzynarodowa od 1982 roku.

## Kariera szachowa
Od połowy lat 70. do połowy lat 80. XX wieku należała do ścisłej czołówki holenderskich szachistek. Pomiędzy 1974 a 1984 r. wystąpiła we wszystkich w tym okresie rozegranych sześciu szachowych olimpiadach, największy sukces odnosząc w 1982 r. w Lucernie, gdzie zdobyła brązowy medal za indywidualny wynik na III szachownicy. Najlepsze wyniki drużynowe uzyskała w latach 1974 w Medellin oraz 1976 w Hajfie, gdzie szachistki holenderskie dwukrotnie zajęły V miejsca. Wielokrotnie startowała w finałach indywidualnych mistrzostw kraju, trzykrotnie (1975, 1980, 1981) zdobywając złote medale. 
W 1979 r. podzieliła II m. (za Tünde Csonkics, wspólnie z Gertrude Baumstark) w międzynarodowym turnieju w Nałęczowie. W 1981 r. odniosła duży sukces, zajmując II m. (za Nieves Garcíą Vicente) w turnieju strefowym (eliminacji mistrzostw świata) w Benidormie, dzięki czemu zakwalifikowała się do rozegranego w 1982 r. w Bad Kissingen turnieju międzystrefowego, w którym zajęła XI miejsce.
Najwyższy ranking w karierze osiągnęła 1 lipca 1987 r., z wynikiem 2155 punktów zajmowała wówczas 4. miejsce (za Heleen de Greef, Alexandrą van der Mije i Corry Vreeken) wśród holenderskich szachistek.